# Great Fish River

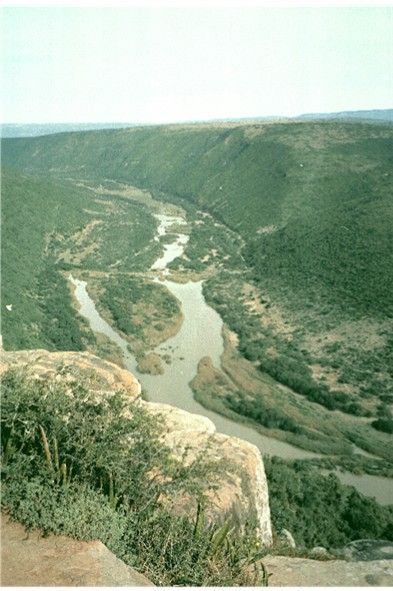
Great Fish River

Great Fish River (afrik. Groot-Visrivier) (Marele râu cu pește) se află în Provincia Eastern Cape din Africa de Sud. El are o lungime de 730 km, suprafața bazinului de colectare de 30.366 km². Afluenții săi mai importanți sunt: Sunday River, iar după ce traversează regiunea aridă Karoo, primește apele afluenților Kariega River, Kat River, Little Fish River, Koonaprivier și Tarka River, la est de Port Alfred se varsă în Oceanul Indian (33°29′39″S 27°8′1″E / 33.49417°S 27.13361°E).
În timpul secolului al XIX-lea, râul a format granița Coloniei Capului și a fost contestat în timpul Războaielor Xhosa din 1779-1878 între tribul xhosa pe de o parte și fermierii olandezi și coloniștii din Anglia, pe de altă parte.